# Borreby Kirke
Borreby Kirke (dansk) eller Borbyer Kirche (tysk) er en kirkebygning i Borreby i det nordlige Egernførde. Kirken er en af de ældste i Sydslesvig.
Kirken blev bygget som en enskibede kampestenskirke i slutningen af 1100-tallet. Den blev opført på Petersbjerget, på arealet af et tidligere borganlæg. Borgens rester som borgvolde kan stadig ses omkring kirken. Måske blev kirken opført på samme tid som borgen Egernborg (Ykærnborg), som omtales første gang i 1197 og muligvis har været en del af Danevirkes forsvarsværker.
Fra middelalderen stammer den sydvendte granitportal samt døbefonten. Fonten er lavet i gotlandsk kalksten og er formodentlig blevet udført af kunstneren Calcarius fra Gotland. Den viser bl.a. scener fra Jesu barndomshistorie. Et af døbefontens relieffer viser en konge, som kan tænkes at have været kirkens stifter. Kongen gengiver så enten Knud 4. eller broderen og efterfølgeren Valdemar Sejr. Højalteret stammer fra 1686. Alteret er udført i barokstilen og udstyret med et større korsfæstelsesbillede. Prædikestolen er fra 1690, men den er kun delvis original. Af kirkens inventar kan desuden nævnes korbuekrucifikset fra 1500-tallet. Det nuværende kirketårn er fra 1893/1894, den tidligere kirketårn er fra 1500-tallet, men blev flere gange beskadiget. Den ældste gravsten på kirkegården er fra 1692.
Kirkebygningen hører under den nordtyske lutherske landskirke. Den lokale danske menighed holder gudstjeneste i den nærliggende danske kirke.